# Huguette Duflos
Huguette Duflos (24 de agosto de 1887 – 12 de abril de 1982) fue una actriz teatral y cinematográfica de nacionalidad francesa.

## Biografía
Su verdadero nombre era Hermance Joséphine Meurs, y nació en Limoges, Francia. 
Como actriz teatral, en 1915 se integró en la compañía Comédie-Française, siendo nombrada miembro de la misma en 1924, rango que conservó hasta 1927. Duflos también trabajó para el cine, consiguiendo el éxito en el período del cine mudo, siendo dirigida, entre otros, por Léonce Perret y Julien Duvivier. Tras la llegada del cine sonoro, al cual se adaptó con poca alegría, ella se centró principalmente en la actividad teatral.
Huguette Duflos falleció en París, Francia, en 1982. Fue enterrada en el Cementerio des Batignolles, en París. Había estado casada desde 1910 con el actor Raphaël Duflos, del cual se divorció hacia 1928.

## Selección de su filmografía

### Cine mudo
| - 1914 : Le Droit de l'enfant, de Henri Pouctal - 1914 : L'Instinct, de Henri Pouctal - 1914 : L'Infirmière, de Henri Pouctal - 1916 : C'est pour les orphelins !, de Louis Feuillade - 1916 : La Femme inconnue, de Gaston Ravel - 1916 : Madeleine, de Jean Kemm - 1916 : Volonté, de Henri Pouctal - 1917 : Son héros, de Charles Burguet - 1918 : Les Bleus de l'amour, de Henri Desfontaines - 1920 : Travail, de Henri Pouctal - 1920 : L'Ami Fritz de René Hervil - 1920 : Le Piège de l'amour, de Alexandre Ryder - 1920 : Mademoiselle de La Seiglière, de André Antoine - 1921 : La Fleur des Indes, de Théo Bergerat | - 1921 : L'Amie d'enfance, de Félix Léonnec - 1921 : Lily Vertu, de Daniel Bompard - 1922 : Les Mystères de Paris, de Charles Burguet - 1922 : Molière, sa vie, son oeuvre, de Jacques de Féraudy - 1923 : Kœnigsmark, de Léonce Perret - 1924 : J'ai tué, de Roger Lion - 1924 : La Princesse aux clowns, de André Hugon - 1925 : Der Rosenkavalier, de Robert Wiene - 1926 : Yasmina, de André Hugon - 1926 : L'Homme à l'Hispano, de Julien Duvivier - 1927 : Chantage, de Henri Debain - 1928 : Palace, de Jean Durand - 1929 : La Voix de sa maîtresse, de Roger Goupillières |

### Cine sonoro
| - 1930 : Le Mystère de la chambre jaune, de Marcel L'Herbier - 1931 : Le Procès de Mary Dugan, de Marcel de Sano - 1931 : Le Parfum de la dame en noir, de Marcel L'Herbier - 1935 : Martha, de Karl Anton - 1937 : Les Perles de la couronne, de Sacha Guitry y Christian-Jaque - 1937 : Maman Colibri, de Jean Dréville - 1938 : Le Cœur ébloui, de Jean Vallée - 1938 : Le Train pour Venise, de André Berthomieu | - 1938 : Visages de femmes, de René Guissart - 1942 : La Loi du printemps, de Jacques Daniel-Norman - 1942 : Des jeunes filles dans la nuit, de René Le Hénaff - 1945 : Christine se marie, de René Le Hénaff - 1946 : Le Capitan, de Robert Vernay - 1952 : Douze heures de bonheur / Jupiter, de Gilles Grangier - 1962 : Les Petits Matins, de Jacqueline Audry |

## Teatro

### Carrera en laComédie-Française
- 1920 : L'Amour médecin, de Molière
- 1920 : Maman Colibri, de Henry Bataille
- 1920 : Sganarelle ou le Cocu imaginaire, de Molière
- 1921 : Francillon, de Alexandre Dumas (hijo)
- 1921 : Le Sicilien ou l'Amour peintre, de Molière
- 1922 : Don Juan, de Molière
- 1922 : L'Impromptu de Versailles, de Molière
- 1923 : Le Dépit amoureux, de Molière
- 1923 : L'Infidèle, de Georges de Porto-Riche
- 1923 : Les Deux Trouvailles de Gallus, de Victor Hugo
- 1923 : La Veille du bonheur, de François de Nion y Georges de Buysieulx
- 1924 : Je suis trop grand pour moi, de Jean Sarment
- 1924 : Le Vieil Homme, de Georges de Porto-Riche

### Carrera ajena a laComédie-Française
- 1924 : Manon, de Fernand Nozière, Théâtre de la Gaîté
- 1926 : Une revue 1830-1930, de Maurice Donnay y Henri Duvernois, música de Reynaldo Hahn, Teatro de la Porte Saint-Martin
- 1928 : Le Cercle, de William Somerset Maugham, escenografía de Lucien Rozenberg, Teatro des Ambassadeurs
- 1929 : L'Homme de joie, de Paul Géraldy y Robert Spitzer, Teatro de la Madeleine
- 1929 : Le Dernier Tzar, de Maurice Rostand, escenografía de Émile Couvelaine, Teatro de la Porte Saint-Martin
- 1930 : Miss France, de Georges Berr y Louis Verneuil, Teatro Edouard VII
- 1931 : Le Cyclone, de William Somerset Maugham, escenografía de Jacques Baumer, Teatro des Ambassadeurs
- 1933 : Le Cercle, de William Somerset Maugham, escenografía de Lucien Rozenberg, Teatro des Ambassadeurs
- 1933 : Le Paradis perdu, de Paul Gavault, Théâtre de l'Athénée
- 1934 : L'École des contribuables, de Louis Verneuil y Georges Berr, Teatro Marigny
- 1934 : Do, Mi, Sol, Do, de Paul Géraldy, Teatro de la Michodière
- 1935 : Noix de coco, de Marcel Achard, escenografía de Raimu, Teatro de París
- 1940 : Si je voulais, de Paul Géraldy, Robert Spitzer, Teatro des Célestins
- 1950 : Clérambard, de Marcel Aymé, escenografía de Claude Sainval, Teatro de los Campos Elíseos
- 1954 : Bel-Ami, de Frédéric Dard a partir de Guy de Maupassant, escenografía de Jean Darcante, Teatro des Célestins
- 1954 : Clérambard de Marcel Aymé, escenografía de Claude Sainval, Teatro de los Campos Elíseos
- 1958 : Clérambard de Marcel Aymé, escenografía de Claude Sainval, Teatro de los Campos Elíseos
- 1960 : Gigi, de Colette, escenografía de Robert Manuel, Teatro Antoine
- 1961 : Clérambard de Marcel Aymé, escenografía de Claude Sainval, Teatro de los Campos Elíseos